# Абатацепт
Абатацепт (ще одна назва — Оренсія) — розчинний білок, що складається з позаклітинного домену антигену 4 цитотоксичних Т-лімфоцитів (CTLA-4), пов'язаного з модифікованим Fc-фрагментом імуноглобуліну G1 (IgG1) людини. Абатацепт є рекомбінантним білком, який виробляється методом генної інженерії на основі клітин китайського хом'ячка. Абатацепт селективно модулює ключовий ко-стимулюючий сигнал, необхідний для повної активації Т-лімфоцитів, що експресують кластер диференціювання 28 (CD28).

## Форма Випуску
Ліофілізат для розчину для інфузій 250 мг, флакон 1 шт. в комплекті зі шприцом. Розчин для ін'єкцій 125 мг / мл, 1,007 мл шприц 4 шт.
Також може продаватись у вигляді порошку. Порошкова форма використовується для приготування розчину, для внутрішньовенного введення, тоді як рідка форма вводиться підшкірно.

## Фармакологічна дія
Абатацепт застосовується для лікування дорослих з помірним та вираженим ревматоїдним артритом (РА), для лікування псоріатичного артриту та ювенільного ідіопатичного артриту. Т-лімфоцити виявляються в синовіальній оболонці у пацієнтів з ревматоїдним артритом.
Активовані Т-лімфоцити беруть участь у каскаді реакцій, які призводять до ревматоїдного артриту та інших ревматичних захворювань. Для повної активації Т-лімфоцитів потрібно 2 сигнали, які подає клітина-антиген: ідентифікація специфічного антигену рецепторами Т-клітин та ко-стимуляторний сигнал, який забезпечується за рахунок взаємодії рецептора CD28 на Т-лімфоцитах і СD80 / СD86 на АПК.
Абатацепт імітує ключовий ко-стимуляторний сигнал, який є потрібним для повної активації Т-лімфоцитів з CD28. Абатацепт специфічно зв'язується з СD80 / СD86, пригнічуючи цей ко-стимуляторний шлях, блокуючи активацію Т-клітин. Тобто, абатацепт діє за принципом конкурентного інгібування. Під час експериментальних досліджень in vitro і на моделях у тварин було показано, що абатацепт пригнічує активацію T-лімфоцитів, що виражається зменшенням проліферації та продукції цитокінів. Клінічні дослідження показали, що абатацепт в дозах приблизно 10 мг / кг пригнічує активацію Т-лімфоцитів, зменшує продукцію макрофагів, фібробластоподібних синовіцитів і В-клітин, а також пригнічує гостру фазу реактивації запалення.

## Лікування псоріатичного артриту[9]
Шестимісячне дослідження абатацепту, яке проводилось за допомогою 170 хворих на псоріатичний артрит, показало ефективність препарату при дозуванні 10 мг/кг.

### Вибірка учасників
В дослідженнях не брали участь хворі з нетерпимістю до адалімумаба, інфліксамаба, хронічно хворі, хворі на туберкульоз та вагітні або жінки, які годували молоком.
Іншими критеріями виключення були використання будь-якого досліджуваного препарату протягом 28 днів до початку досліджень та будь-яке попереднє лікування абатацептом.

### Хід досліджень
Досліди тривали 6 місяців. Під час них порівнювались результати хворих, яких лікували абатацептом, та тих, які приймали плацебо. Лікування проводили у вигляді 30-хвилинної внутрішньовенної інфузії у дні 1, 15 та 29 та кожні 28 днів після цього. Дозування ліків було вирахувано ще до початку тестів, завдяки замірам тіла та ваги. Пацієнтам, які успішно закінчили 6-місячний період, отримували дозу 10 мг / кг, для щомісячного введення, починаючи зі 169 дня і протягом 18 місяців (відкритий період тестування).
З 170 пацієнтів, 147 пацієнтів (86 %) закінчили 6-місячний етап, 14 % припинили лікування протягом цього періоду через побічні явища (4 %) або недостатню ефективність (6 %). У семи пацієнтів виникли серйозні побічні явища (такі як остіомієліт, гастроентерит, карцинома шкіри.) і вони припинили участь в експерименті.

### Результати
Найкращі результати було виявлені у пацієнтів, які раніше не приймали абатацепт. За даними МРТ, 6 місяців лікування абатацептом призвело до зниження показників ерозії, остеїту та синовіту у хворих. Також знизилась швидкість пошкодження суглобів. Це дослідження, що порівнює 3 схеми дозування абатацепту та плацебо у пацієнтів із псоріатичним артритом, показало, що схема 10 мг / кг, яка зараз затверджена для лікування, є найєфективнішою порівняно з плацебо. Прийом ліків призводив до значного покращення якості життя і показника здоров'я.

## Лікування склеротичного поліартриту та міопатії[10]
Дослідження проводились для порівняння між собою та перевірки безпеки абатацепту та тоцилізумабу при лікуванні склеротичного поліартриту та міопатії. Вся програма тривала 5 місяців.

### Вибірка учасників
Для проведення досліджень, були задіяні 20 пацієнтів із рефрактерним поліартритом та 7 із рефрактерною міопатією. Згодом, двоє учасників покинули програму через неефективність лікування.

### Хід досліджень
15 пацієнтів отримували тоцилізумаб та 12 — абатацепт. Усі пацієнти з міопатією отримували абатацепт. Стан хворих контролювався, а зміни вносили у базу даних.

### Результати
Жоден з препаратів не викликав сильних побічних ефектів або алергічних реакцій. Тоцилізумаб визвав покращення стану хворих вже через 5 місяців, а абатацепт — через 11 місяців (відкритого етапу досліджень), причому він не мав ніякого позитивного впливу на хворих міопатією. Самими дослідниками зазначено, що існує потреба у довшому повторному експерименті, де задіяно більше пацієнтів.

## Протипоказання
Може зашкодити пацієнтам з рецидивуючими, хронічними та локальними інфекціями, цукровим діабетом, гепатитами. У пацієнтів похилого віку частота випадків розвитку побічних ефектів вище, ніж у більш молодих пацієнтів. Може викликати затруднене дихання у хворих на хронічну обструктивну хворобу легень.Не слід застосовувати при вагітності та в період лактації (грудного вигодовування). Не рекомендується пацієнтам з порушенням функцій печінки та / або нирок. При наявності у пацієнта діабету, препарат може змінювати результати тестів для контролю рівня глюкози. Не рекомендується дітям і підліткам у віці до 18 років. Перед початком лікування пацієнти повинні бути обстежені для виключення наявності латентного туберкульозу, вірусного гепатиту. Абатацепт є білковим з'єднанням, тому здатний викликати алергічні реакції, які спостерігалися в окремих випадках і виникали протягом 24 годин після введення.

## Сумісність з іншими ліками
Заборонене вживання атенюйованих (живих) вакцин разом з абатацептом та протягом трьох місяців після його прийому, оскільки його вплив на ефективність вакцини є невідомий. Застосування абатацепту з інгібіторами фактору некрозу пухлин, анакінрою або ритуксимабом також не рекомендується через недостатність відомостей для оцінки безпеки.
Абатацепт не вивчався в комбінації з препаратами, що викликають зниження числа лімфоцитів. При такій комбінації можлива дія абатацепта на імунну систему.

## Побічні ефекти
- Інфекційні ускладнення: інфекції сечовивідних шляхів, інфекції, викликані Herpes simplex, Varicella zoster, стоматологічні інфекції, оніхомікоз.
- З боку нервової системи: головний біль, депресія, тривога, запаморочення, парестезія.[14]
- З боку системи кровотворення: тромбоцитопенія, лейкопенія.
- З боку органів чуття: кон'юнктивіт, зниження гостроти зору, вертиго.
- З боку серцево-судинної системи: тахікардія, брадикардія, посилене серцебиття, артеріальна гіпертензія, припливи, артеріальна гіпотензія, відчуття жару.
- З боку дихальної системи: назофарингіт, трахеїт, кашель, інфекції нижніх дихальних шляхів, бронхіт.
- Дерматологічні реакції: висип (включаючи дерматит), тенденція до появи синців, алопеція, сухість шкіри.
- З боку кістково-м'язової системи: артралгія, біль у кінцівках.
- З боку репродуктивної системи: аменорея.

## Історія розробки
Абатацепт (Orencia) був розроблений фармакологічною компанією Брістоль-Маєр-Скібб (Bristol-Myers-Squibb) для лікування ревматоїдного артриту. Американська адміністрація з питань харчування та лікарських засобів затвердила його у грудні 2005 року, а Європейська комісія — в липні 2010 року. У серпні 2011 року Управління з продовольства і медикаментів США (FDA) схвалила підшкірний препарат абатацепту для лікування дорослих з середньою та важкою формою ревматоїдного артириту.

### Клінічні випробування[15]
Ефективність та безпека абатацепту вивчалися в клінічних випробуваннях, залучаючи понад 2600 пацієнтів з ревматоїдним артритом.
1. Перша фаза клінічних випробувань розпочалась у 2004-05 роках. Метою випробування було вивчення та оцінка переносимості та безпеки препарату. У випробуваннях брали участь 25 пацієнтів з тяжкою формою ревматоїдного артриту. Результати дослідження показали хорошу переносимість препарату і при одноразовому, і при багаторазовому введенні пацієнтам.
2. Друга фаза клінічних випробувань проводилась в період з січня 2006 р. по травень 2007 р. У дослідженні брали участь 69 хворих з РА, яких лікували або плацебо, або абатацептом. Результати показали, що 51 людина, яку лікували абатацептом, була серопозитивною щодо анти-абатацептних антитіл.
3. Третя фаза клінічних випробувань розпочалася у квітні 2007 року та закінчилася у липні 2008 року. Випробування включало  дослідження щодо неадекватної реакції на метотрексат (AIM) та безпечність використання абатацепту з іншими видами терапії ревматоїдного артриту (ASSURE). Дослідження третьої фази включало анкету, яка оцінювала покращення якості життя хворих, які приймали абатацепт, порівняно з тими, які приймали плацебо, у різних сферах життя. Результати показали, що пацієнти, які отримували абатацепт, мали вищі показники, порівняно з тими, які отримували плацебо. Брістоль-Маєр-Скібб провела клінічне дослідження для порівняння абатацепту та адалімумабу під назвою AMPLE. Воно тривало 24 місяці з загальною кількістю учасників в 646 хворих. Кількість пацієнтів, які отримували абатацепт становила 318, тоді як 328 пацієнтів лікувались адалімубабом. Результати були опубліковано в 2012 році. Абатацепт був признаний ефективнішим за адалімумаб.